# The Spot
The Spot was de debuut-plaat (een single) van gitarist Snakefinger op Ralph Records in 1978.  Snakefinger was een vriend van the Residents en werkte ook met de groep samen. The Residents moedigde Snakefinger aan voor hun label op te nemen. De groep co-produceerde de single en speelde met de gitarist mee. De B-kant, 'Smelly Tongues', was een cover van een song van the Residents van hun eerste lp, 'Meet the Residents'. Ralph was zo overtuigd van de hitkracht van het nummer, dat van de single 35.000 exemplaren werden geperst op doorzichtig blauw vinyl.